# Division d'Honneur 1903-1904
La Division d'Honneur 1903-1904 è stata la nona edizione della massima serie del campionato belga di calcio disputata tra il 2 ottobre 1903 e il 17 aprile 1904 e conclusa con la vittoria del Union Saint-Gilloise, al suo primo titolo.
Capocannoniere del torneo fu Gustave Vanderstappen (Union Saint-Gilloise) con 30 reti.

## Formula
Le squadre partecipanti furono dodici e furono suddivise in due gironi, uno da sette e l'altro da cinque. Dopo aver disputato un turno di andata e ritorno le prime due classificate di ogni gironi giocarono in un raggruppamento finale ulteriori sei partite al termine delle quali la prima classificata fu proclamata campione.
Nessuna squadra venne retrocessa in Division 2 ma al termine del campionato l'Olympia Club de Bruxelles rinunciò all'iscrizione alla stagione successiva.

## Squadre
| Squadra                              | Città        | Stadio | Stagione 1902-1903  |
| ------------------------------------ | ------------ | ------ | ------------------- |
| FC Liégeois                          | Liegi        |        | 4º gruppo B         |
| Beerschot AC                         | Anversa      |        | 3º girone finale    |
| Léopold Club de Bruxelles            | Bruxelles    |        | 4º girone finale    |
| Racing Club Bruxelles                | Uccle        |        | Campione del Belgio |
| Athletic & Running Club de Bruxelles | Uccle        |        | 3º gruppo B         |
| FC Brugeois                          | Bruges       |        | 5º gruppo A         |
| Verviers FC                          | Verviers     |        | 5º gruppo B         |
| CS Brugeois                          | Bruges       |        | 4º gruppo A         |
| Anversa                              | Anversa      |        | 3º gruppo A         |
| Union Saint-Gilloise                 | Saint-Gilles |        | 2º girone finale    |
| Olympia Club de Bruxelles            | Bruxelles    |        | nessuno             |
| Daring Club de Bruxelles             | Bruxelles    |        | nessuno             |

## Classifica prima fase

### Gruppo A
|  | Pos. | Squadra                              | Pt | G  | V  | N | P | GF | GS | DR  |
|  | ---- | ------------------------------------ | -- | -- | -- | - | - | -- | -- | --- |
|  | 1.   | Union Saint-Gilloise                 | 22 | 12 | 11 | 0 | 1 | 60 | 15 | +45 |
|  | 2.   | FC Brugeois                          | 17 | 12 | 8  | 1 | 3 | 47 | 23 | +24 |
|  | 3.   | CS Brugeois                          | 17 | 12 | 7  | 3 | 2 | 29 | 14 | +15 |
|  | 4.   | Anversa                              | 11 | 12 | 5  | 1 | 6 | 23 | 32 | -9  |
|  | 5.   | Olympia Club de Bruxelles            | 6  | 12 | 2  | 2 | 8 | 24 | 49 | -25 |
|  | 6.   | Athletic & Running Club de Bruxelles | 6  | 12 | 2  | 2 | 8 | 18 | 37 | -19 |
|  | 7.   | Beerschot AC                         | 5  | 12 | 2  | 1 | 9 | 21 | 52 | -31 |

#### Spareggio secondo posto
| Bruxelles | CS Brugeois | 2 – 4 | FC Brugeois |  |

### Gruppo B
|  | Pos. | Squadra                   | Pt | G | V | N | P | GF | GS | DR  |
|  | ---- | ------------------------- | -- | - | - | - | - | -- | -- | --- |
|  | 1.   | Racing Club de Bruxelles  | 11 | 8 | 5 | 1 | 2 | 33 | 12 | +21 |
|  | 2.   | Léopold Club de Bruxelles | 10 | 8 | 4 | 2 | 2 | 21 | 16 | +5  |
|  | 3.   | Daring Club de Bruxelles  | 8  | 8 | 3 | 2 | 3 | 17 | 26 | -9  |
|  | 4.   | FC Liégeois               | 6  | 8 | 3 | 0 | 5 | 11 | 24 | -13 |
|  | 5.   | CS Verviétois             | 5  | 8 | 2 | 1 | 5 | 20 | 24 | -4  |

Legenda:

      Ammesso al girone finale
      Non iscritto alla stagione successiva
Note:

Due punti a vittoria, uno a pareggio, zero a sconfitta.

## Classifica girone finale
|                   | Pos. | Squadra                   | Pt | G | V | N | P | GF | GS | DR  |
| ----------------- | ---- | ------------------------- | -- | - | - | - | - | -- | -- | --- |
| Belgio (bandiera) | 1.   | Union Saint-Gilloise      | 12 | 6 | 6 | 0 | 0 | 25 | 4  | +21 |
|                   | 2.   | Racing Club de Bruxelles  | 6  | 6 | 2 | 2 | 2 | 11 | 10 | +1  |
|                   | 3.   | FC Brugeois               | 4  | 6 | 1 | 2 | 3 | 10 | 17 | -7  |
|                   | 4.   | Léopold Club de Bruxelles | 2  | 6 | 0 | 2 | 4 | 5  | 20 | -15 |

Legenda:

      Campione del Belgio
      Non iscritto alla stagione successiva
Note:

Due punti a vittoria, uno a pareggio, zero a sconfitta.

### Verdetti
- Union Saint-Gilloise campione del Belgio 1903-04.
- Olympia Club de Bruxelles: Non iscritto alla stagione successiva.